# ارنستو آلباراسین
ارنستو آلباراسین (اسپانیایی: Ernesto Albarracín‎) یک بازیکن فوتبال اهل آرژانتین است. 
وی همچنین در تیم ملی فوتبال آرژانتین بازی کرده‌است.